# Кауфман, Макс

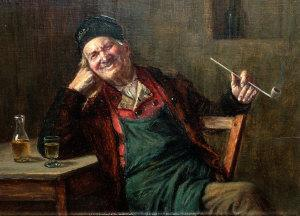
Портрет мужчины с трубкой

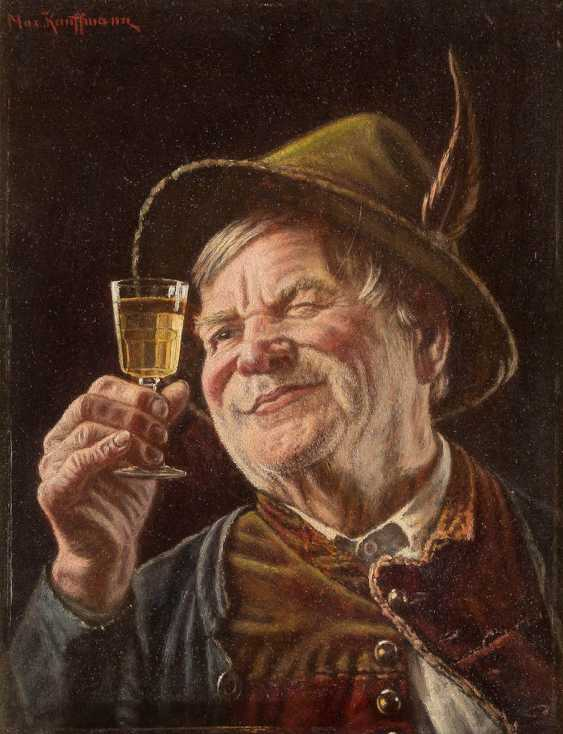
Знаток вина

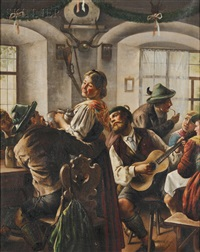
Весёлая барменша в интерьере таверны

Макс Кауфман (нем. Max Kauffmann; 1846, Кульм (ныне район Усти-над-Лабем, Устецкий край, Чехия) — 1913, Мюнхен, Германская империя) — немецкий художник.
Макс Кауфманн родился в Богемии. Образование получил в Университете Галле. По окончании учёбы поселился в Мюнхене, где работал до своей смерти.
Жанровый художник, портретист.